# Ca l'Aran (Biscarri)
Ca l'Aran és una masia del terme municipal d'Isona i Conca Dellà situada en el poble de Biscarri, de l'antic terme de Benavent de Tremp. És la casa més allunyada del poble, per la carretera en direcció a Isona.
Està situada a tocar i al nord de la carretera C-1412b, a l'extrem de llevant de la Serra de Sant Pere. Té Cal Perot al sud-est, Ca l'Erola a l'est, Cal Solsona i Cal Basturs al sud.